# فرودگاه گانانوک
فرودگاه گانانوک (به انگلیسی: Gananoque Airport) یک فرودگاه همگانی است که یک باند فرود آسفالت دارد و طول باند آن ۷۷۱ متر است. این فرودگاه در کشور کانادا قرار دارد و در ارتفاع ۱۲۰ متری از سطح دریا واقع شده‌است.